# Stockton Heath
Stockton Heath is een civil parish in het bestuurlijke gebied Warrington, in het Engelse graafschap Cheshire. De plaats telt 6391 inwoners.